# Karin front la platja
Karin front la platja és una aquarel·la realitzada pel pintor suec Carl Larsson l'any 1908. Es troba en la col·lecció del Museu d'Art de Malmö en el sud de Suècia.

## Descripció
L'aquarel·la de Larsson representa a la seva esposa Karin, en el jardí de la seva casa Lilla Hyttnäs en Sundbornsån en Dalarna, en un dia assolellat. La pintura va ser comprada en ocasió de l'Exposició del Bàltic que es va celebrar el 15 de maig al 4 d'octubre de 1914 a la ciutat de Malmö.
L'aquarel·la es va reproduir en un llibre titulat: Åt solsidan :en bok om boningsrum, om barn, om dig, om blommor, om allt : taflor och prat /af Carl Larsson que va ser publicat el 1910 i que conté 32 reproduccions de pintures amb el seu text.

## Europeana 280
A l'abril de 2016, la pintura Karin front la platja va ser seleccionada com una de les deu més grans obres artístiques de Suècia pel projecte Europeana.